# 克洛德·勒福尔
克洛德·勒福尔（法語：Claude Lefort，1924年4月21日—2010年10月3日），法国哲学家和活动家。他的政治哲学提出了对极权主义的理解，他将极权主义视为消除国家与社会之间分离的体制，主张民主是一种制度，其特点是社会内部冲突的制度化。他在1942年开始从事政治活动，并在他的导师、现象学家莫里斯·梅洛-庞蒂的影响下逐渐参与了法国的托洛茨基主义政党。